# Nova Andradina
Nova Andradina est une ville brésilienne de l'État du Mato Grosso do Sul. Sa population était estimée à 39 470 habitants en 2006. La municipalité s'étend sur 4 776 km2.

## Maires
| Période | Période | Identité             | Étiquette | Qualité |
| ------- | ------- | -------------------- | --------- | ------- |
| 2009    | 2012    | José Gilberto Garcia | PMDB      |         |